# Paul R. Lawrence
Paul Roger Lawrence (26 avril 1922 - 1er novembre 2011) est un sociologue, professeur et théoricien des organisations américain de l'école de la contingence, connu pour son travail avec Jay W. Lorsch sur la « Différenciation et intégration dans des organisations complexes »,.

## Biographie
Né à Rochelle dans l'état du Illinois, Lawrence obtient son Bachelor of Arts au Albion College en 1943, et après la Seconde Guerre mondiale, son MBA en 1947 et son doctorat en 1950 à la Harvard Business School.
Après avoir obtenu son diplôme, Lawrence commence sa carrière universitaire à l'université Harvard en 1947 en tant qu'instructeur. Il est nommé professeur adjoint en 1950, professeur agrégé en 1956 et professeur titulaire en 1960. De 1967 à 1991, il est professeur Wallace Brett Donham de comportement organisationnel. Il est notamment professeur invité au Massachusetts Institute of Technology en 1973 et à l'université de Californie à Berkeley en 1984. De 1975 à 1993, il est également directeur de la Millipore Corporation et, de 1991 à 1995, directeur de Hollingsworth & Vose Paper Company.
Il est aussi élu Fellow de l'Academy of Management et de l'International Academy of Management, et il est membre de l'Association américaine de sociologie et de la Society for the Advancement of Socio-Economics.

## Travaux
Il travaille sur les champs organisationnels du comportement organisationnel et de la structure organisationnelle avec Jay W. Lorsch, où il étudie et différencie différentes organisations fonctionnant dans le même milieu industriel suivant leurs structures en les comparant aux exigences de l’environnement sur l'organisation.

## Publications

### Ouvrages
- Turner, Arthur N., et Paul R. Lawrence. Les emplois industriels et l'ouvrier, université Harvard, 1965.
- Davis, SM, Lawrence, PR, Kolodny, H. et Beer, M. (1977). Matrice (Vol.1115). Reading, MA : Addison-Wesley.
- Lawrence, Paul R., et Jay W. Lorsch. Organisation et environnement : Gérer la différenciation et l'intégration. Classiques de la Harvard Business School. (1986).

### Articles
- Lawrence, Paul R., et Jay W. Lorsch. "Différenciation et intégration dans les organisations complexes." Trimestriel des sciences administratives (1967): 1-47.
- Lawrence, Paul R., et Jay W. Lorsch. "Gérer la différenciation et l'intégration." Organisation et environnement (1967).
- Johnston, Russell et Paul R. Lawrence. "Au-delà de l'intégration verticale - la montée du partenariat à valeur ajoutée." Thompson, G. (et al. )(Éd. ), Marchés, hiérarchies et réseaux, The Coordination of Social Life, Sage, Londres (1991) : 193-202.